# Caráter de um grupo
Em matemática, um caráter de um grupo é o grupo de representações de um grupo por funções de valores complexos. 
Estas funções podem ser pensados como representações em matrizes unidimensionais e logo são casos especiais do grupo de caráteres que se colocam no relacionado contexto da teoria do caráter. Quando um grupo é representado por matrizes, a função definida pelo traço de matrizes é chamada um caráter; no entanto, esses traços em geral, não formam um grupo. 
Algumas propriedades importantes destes caráteres unidimensionais aplicáveis a caráteres em geral:
- Caráteres são invariantes sobre classes de conjugação.
- Os caráteres de representações irredutíveis são ortogonais.

A primordial importância do grupo de caráter para grupos abelianos finitos é na teoria dos números, onde são usados para construir caráteres de Dirichlet. O grupo de caráter do grupo cíclico também aparece na teoria da transformada de Fourier discreta. Para grupos abelianos localmente compactos, o grupo de caráter (com uma pressuposição de continuidade) é central na análise de Fourier.

## Noções preliminares
Sendo G um grupo arbitrário. Uma função {\displaystyle f:G\rightarrow \mathbb {C} \backslash \{0\}} mapeando o grupo aos números complexos diferentes de zero é chamada um caráter de G se ele é um homomorfismo de grupos — isto é, se {\displaystyle \forall g_{1},g_{2}\in G\;\;f(g_{1}g_{2})=f(g_{1})f(g_{2})} e {\displaystyle f(e)=1} onde e é a identidade do grupo.
Se f é um caráter de um grupo finito G, então cada função de valor f(g) é uma raíz da unidade (desde que todos os elementos de um grupo finito tenham ordem finita).
Cada caráter f é uma constante sobre classes de conjugação de G, que é, f(h g h−1) = f(g). Por esta razão, o caráter é algumas vezes chamado função de classe.
Um grupo abeliano finito de ordem n tem exatamente n caráteres distintos. Estes são notados por f1, ..., fn. A função f1 é a representação trivial; que é, {\displaystyle \forall g\in G\;\;f_{1}(g)=1}. Ela é chamada de caráter principal de G; os outros são chamados de caráteres não principais. Os caráteres não principais tem a propriedade que {\displaystyle f_{i}(g)\neq 1} para algum {\displaystyle g\in G}.

## Definição
Se G é um grupo abeliano, então o conjunto de caráteres fk forma um grupo abeliano sob multiplicação {\displaystyle (f_{j}f_{k})(g)=f_{j}(g)f_{k}(g)} para cada elemento {\displaystyle g\in G}. Este grupo é o grupo de caráteres de G e é algumas vezes notado como {\displaystyle {\hat {G}}}.  Esta é de ordem n. O elemento identidade de {\displaystyle {\hat {G}}} é o caráter principal f1. A inversa de fk é a recíproca 1/fk.  Note que desde que {\displaystyle \forall g\in G\;\;|f_{k}(g)|=1}, a inversa igual ao conjugado complexo.

## Ortogonalidade de caráteres
Considere-se a matriz {\displaystyle n\times n} A=A(G) cujo elementos são {\displaystyle A_{jk}=f_{j}(g_{k})} onde {\displaystyle g_{k}} é o késimo elemento de G. 
A soma das entradas na jésima linha de A é dada por
{\displaystyle \sum _{k=1}^{n}A_{jk}=\sum _{k=1}^{n}f_{j}(g_{k})=0} if {\displaystyle j\neq 1}, e
{\displaystyle \sum _{k=1}^{n}A_{1k}=n}.
A soma das entradas na késima coluna A é dada por
{\displaystyle \sum _{j=1}^{n}A_{jk}=\sum _{j=1}^{n}f_{j}(g_{k})=0} if {\displaystyle k\neq 1}, e
{\displaystyle \sum _{j=1}^{n}A_{j1}=\sum _{j=1}^{n}f_{j}(e)=n}.
Sendo que {\displaystyle A^{\ast }} denota o conjugado transposto de A.  Então 
{\displaystyle AA^{\ast }=A^{\ast }A=nI}.
Isto implica que a desejada relação de ortogonalidade para os caráteres: i.e.,
{\displaystyle \sum _{k=1}^{n}{f_{k}}^{*}(g_{i})f_{k}(g_{j})=n\delta _{ij}} ,
onde {\displaystyle \delta _{ij}} é o delta de Kronecker e {\displaystyle f_{k}^{*}(g_{i})} é o conjugado complexo de {\displaystyle f_{k}(g_{i})}.